# ペインテドブラック
ペインテドブラック（欧字名:Painted Black、1996年5月13日 - ）は、日本の競走馬、日本およびニュージーランドの種牡馬。主な勝ち鞍は1999年の青葉賞、ステイヤーズステークス。
馬名の由来はローリング・ストーンズの楽曲である「Paint it Black」であるが、馬名登録文字数の制限や、馬主の「サンデーサイレンス産駒は黒鹿毛や青鹿毛のような黒っぽい馬の方が走るイメージがある」という考えから、栗毛の本馬に「黒塗り」とも読める「Painted Black」という馬名が与えられた。

## 経歴

### 競走馬時代
1999年1月9日の4歳新馬でデビュー勝ち。2戦目は3着に終わるが、続く条件戦を勝ち、若草ステークスに挑むが再度2着に終わる。関西馬優勢で推移する中、クラシック東の最終兵器の期待を受けて青葉賞に出走。斜行で審議となるが（後述）ハナ差で重賞勝利となった。しかし、日本ダービーでは7着に終わる。
秋は京都大賞典、菊花賞と出走するが9着、7着と平凡な成績に終わり、その後はステイヤーズステークスへ出走した。皐月賞を勝ち、ダービー3着、菊花賞2着のテイエムオペラオーが単勝1.1倍の断然人気となるが、3番手からテイエムオペラオーの追撃をクビ差退けて重賞2勝目を挙げた。
しかし、2000年最初の日経新春杯は1番人気に推されたが6着に敗れた。その後、屈腱炎を発症し、1年11ヶ月の長期休養を余儀なくされる。2001年12月に復帰するが、4戦して一度も掲示板に載ることはなく、2002年3月23日の日経賞8着を最後に現役を引退した。

### 引退後
引退後はニュージーランドのAshwell Farmで種牡馬入り。産駒の中からBiancaがオーストラリアのニューキャッスル競馬場で行われたニューキャッスルゴールドカップ (G3) で優勝するなど活躍している。
現在はニュージーランドのGreenacres Studで種牡馬として繋養されている。

## 青葉賞の斜行
青葉賞では、直線に入り口から内にいたマイネルシアターとのマッチレースとなったが、外のペインテドブラックがずっと内側に斜行し、マイネルシアターの進路を押圧して妨害。馬場の真ん中で争っていた筈の両馬はゴールした時点では内ラチギリギリの位置まで移動していた。これについて審議が行われ、最終的には降着にはならなかったが、騎手の加藤和宏に対しては悪質なラフプレーとして過怠金10万円が課せられた。この年から過怠金の上限が5万円から10万円に引き上げられており、適用第一号となっている。
なお、2008年のオークスで優勝したトールポピーの斜行について、降着なし、騎手の池添謙一が騎乗停止2日の処分を受けたが、その処分について、ペインテドブラックとマイネルシアターの青葉賞が近いものと説明されている。
ただし、後年加藤が述懐したところによると、ペインテドブラックは「デビュー前から調教などで他馬が前や横に居ると、その馬に寄って行ってしまうところがあった」とのことで、青葉賞でもその癖が出てしまった結果あのような進路取りになった、と語っている。

## 競走成績
| 年月日     | 競馬場 | 競走名        | 格      | 頭数 | オッズ （人気） | オッズ （人気） | 着順 | 騎手     | 斤量 [kg] | 距離（馬場）  | タイム （上り3F） | タイム 差 | 勝ち馬/（2着馬）       |
| ---------- | ------ | ------------- | ------- | ---- | --------------- | --------------- | ---- | -------- | --------- | ------------- | ----------------- | --------- | ---------------------- |
| 1999.01.09 | 中山   | 4歳新馬       |         | 16   | 13.0            | （5人）         | 01着 | 加藤和宏 | 55        | 芝1800m（良） | 1:54.5 (36.7)     | -0.0      | （エイシンメルボルン） |
| 0000.02.13 | 東京   | ゆりかもめ賞  | 500万下 | 11   | 03.7            | （2人）         | 03着 | 加藤和宏 | 55        | 芝2400m（良） | 2:31.7 (34.9)     | -0.3      | ホットシークレット     |
| 0000.03.14 | 中山   | 水仙賞        | 500万下 | 12   | 04.4            | （3人）         | 01着 | 加藤和宏 | 55        | 芝2200m（良） | 2:18.4 (35.4)     | -0.2      | （ディナージャケット） |
| 0000.04.17 | 阪神   | 若草S         | OP      | 12   | 02.2            | （1人）         | 02着 | 加藤和宏 | 55        | 芝2200m（良） | 2:15.3 (35.3)     | -0.1      | ホットシークレット     |
| 0000.05.08 | 東京   | 青葉賞        | GIII    | 15   | 02.5            | （1人）         | 01着 | 加藤和宏 | 56        | 芝2400m（良） | 2:27.4 (34.6)     | -0.0      | （マイネルシアター）   |
| 0000.06.06 | 東京   | 東京優駿      | GI      | 18   | 10.3            | （5人）         | 07着 | 加藤和宏 | 57        | 芝2400m（良） | 2:26.4 (36.2)     | -1.1      | アドマイヤベガ         |
| 0000.10.10 | 京都   | 京都大賞典    | GII     | 10   | 81.6            | （9人）         | 09着 | 加藤和宏 | 55        | 芝2400m（良） | 2:25.2 (34.4)     | -0.9      | ツルマルツヨシ         |
| 0000.11.07 | 京都   | 菊花賞        | GI      | 15   | 45.9            | （9人）         | 07着 | 加藤和宏 | 57        | 芝3000m（良） | 3:08.4 (34.8)     | -0.8      | ナリタトップロード     |
| 0000.12.04 | 中山   | ステイヤーズS | GII     | 14   | 13.8            | （3人）         | 01着 | 横山典弘 | 55        | 芝3600m（良） | 3:46.2 (35.9)     | -0.0      | （テイエムオペラオー） |
| 2000.01.16 | 京都   | 日経新春杯    | GII     | 14   | 02.6            | （1人）         | 06着 | 横山典弘 | 57        | 芝2400m（良） | 2:24.9 (35.7)     | -0.6      | マーベラスタイマー     |
| 2001.12.15 | 中山   | ディセンバーS | OP      | 7    | 11.7            | （4人）         | 07着 | 横山典弘 | 57        | 芝1800m（良） | 1:50.1 (36.4)     | -2.9      | ウインマーベラス       |
| 2002.01.20 | 東京   | AJCC          | GII     | 12   | 49.5            | （9人）         | 07着 | 菊沢隆徳 | 57        | 芝2200m（良） | 2:14.3 (35.2)     | -0.6      | フサイチランハート     |
| 0000.02.10 | 東京   | ダイヤモンドS | GIII    | 13   | 10.0            | （5人）         | 13着 | 蛯名正義 | 56        | 芝3200m（良） | 3:24.7 (40.8)     | -4.9      | キングザファクト       |
| 0000.03.23 | 中山   | 日経賞        | GII     | 8    | 52.9            | （7人）         | 08着 | 二本柳壮 | 58        | 芝2500m（良） | 2:37.8 (35.0)     | -0.8      | アクティブバイオ       |

## 血統表
| ペインテドブラックの血統                                   | ペインテドブラックの血統                       | ペインテドブラックの血統           | （血統表の出典）                   | （血統表の出典） |
| 父系                                                       | ヘイロー系（サンデーサイレンス系）             | ヘイロー系（サンデーサイレンス系） | ヘイロー系（サンデーサイレンス系） | [ § 2 ]          |
| 父 *サンデーサイレンス Sunday Silence 1986 青鹿毛 アメリカ | 父の父Halo 1969 黒鹿毛 アメリカ                | Hail to Reason                     | Turn-to                            | Turn-to          |
| 父 *サンデーサイレンス Sunday Silence 1986 青鹿毛 アメリカ | 父の父Halo 1969 黒鹿毛 アメリカ                | Hail to Reason                     | Nothirdchance                      |                  |
| 父 *サンデーサイレンス Sunday Silence 1986 青鹿毛 アメリカ | 父の父Halo 1969 黒鹿毛 アメリカ                | Cosmah                             | Cosmic Bomb                        | Cosmic Bomb      |
| 父 *サンデーサイレンス Sunday Silence 1986 青鹿毛 アメリカ | 父の父Halo 1969 黒鹿毛 アメリカ                | Cosmah                             | Almahmoud                          |                  |
| 父 *サンデーサイレンス Sunday Silence 1986 青鹿毛 アメリカ | 父の母Wishing Well 1975 鹿毛 アメリカ          | Understanding                      | Promised Land                      | Promised Land    |
| 父 *サンデーサイレンス Sunday Silence 1986 青鹿毛 アメリカ | 父の母Wishing Well 1975 鹿毛 アメリカ          | Understanding                      | Pretty Ways                        |                  |
| 父 *サンデーサイレンス Sunday Silence 1986 青鹿毛 アメリカ | 父の母Wishing Well 1975 鹿毛 アメリカ          | Mountain Flower                    | Montparnasse                       | Montparnasse     |
| 父 *サンデーサイレンス Sunday Silence 1986 青鹿毛 アメリカ | 父の母Wishing Well 1975 鹿毛 アメリカ          | Mountain Flower                    | Edelweiss                          |                  |
| 母 オークツリー 1989 栗毛                                  | 母の父* リアルシャダイ Real Shadai 1979 黒鹿毛 | Roberto                            | Hail to Reason                     | Hail to Reason   |
| 母 オークツリー 1989 栗毛                                  | 母の父* リアルシャダイ Real Shadai 1979 黒鹿毛 | Roberto                            | Bramalea                           |                  |
| 母 オークツリー 1989 栗毛                                  | 母の父* リアルシャダイ Real Shadai 1979 黒鹿毛 | Desert Vixen                       | In Reality                         | In Reality       |
| 母 オークツリー 1989 栗毛                                  | 母の父* リアルシャダイ Real Shadai 1979 黒鹿毛 | Desert Vixen                       | Desert Trial                       |                  |
| 母 オークツリー 1989 栗毛                                  | 母の母シャダイアイバー 1979 鹿毛               | *ノーザンテースト Northern Taste   | Northern Dancer                    | Northern Dancer  |
| 母 オークツリー 1989 栗毛                                  | 母の母シャダイアイバー 1979 鹿毛               | *ノーザンテースト Northern Taste   | Lady Victoria                      |                  |
| 母 オークツリー 1989 栗毛                                  | 母の母シャダイアイバー 1979 鹿毛               | *サワーオレンジ Sour Orange        | Delta Judge                        | Delta Judge      |
| 母 オークツリー 1989 栗毛                                  | 母の母シャダイアイバー 1979 鹿毛               | *サワーオレンジ Sour Orange        | Lady Attica                        |                  |
| 母系(F-No.)                                                | 8号族(FN:8-g)                                  | 8号族(FN:8-g)                      | 8号族(FN:8-g)                      | [ § 3 ]          |
| 5代内の近親交配                                            | Hail to Reason3×4=18.75%                       | Hail to Reason3×4=18.75%           | Hail to Reason3×4=18.75%           | [ § 4 ]          |
| 出典                                                       | 1. 2. 3. 4.                                    | 1. 2. 3. 4.                        | 1. 2. 3. 4.                        | 1. 2. 3. 4.      |

祖母のシャダイアイバーはオークスの勝ち馬。近親にエアジハード、ガレオン、プレシャスカフェなどがいる。